# Кларк, Томас
Томас Кэмпбелл Кларк (23 сентября 1899 — 13 июня 1977) — американский юрист, генеральный прокурор США с 1945 года по 1949 год, судья Верховного суда США с 1949 года по 1967 год.

## Ранняя жизнь
Томас Кларк родился 23 сентября 1899 года в Далласе, штат Техас в семье Вирджинии Макси (урожденной Фоллс) и Уильяма Генри Кларка. Его родители переехали из Миссисипи в Техас. Его отец-адвокат стал самым молодым человеком, когда-либо избранным президентом Коллегии адвокатов Техаса. Молодой Том учился в местных государственных школах, включая среднюю школу Далласа, где он получил награды за дебаты и ораторское искусство. Затем он год учился в Военном институте Вирджинии, но вернулся домой по финансовым причинам. В 1918 году Кларк вызвался служить в армии США во время Первой мировой войне но его вес был слишком мал. Однако, Техасская национальная гвардия приняла его и он служил пехотинцем и за время службы дослужился до звания сержанта.
После окончания войны Кларк поступил в Техасский университет в Остине и получил степень бакалавра гуманитарных наук в 1921 году. Затем он начал заниматься юриспруденцией и впоследствии получил степень юриста в Школе права Техасского университета. Он вступил в братства Дельта Тау Дельта и позже с 1966 по 1968 год являлся их международным президентом.

## Ранняя карьера
При поступлении в адвокатуру Техаса, Кларк создал юридическую практику в своем родном городе и работал в ней с 1922 года по 1937 год. Впоследствии он временно прекратил частную практику, чтобы служить в качестве гражданского окружного прокурора в Далласе в период с 1927 года по 1932 год. В дальнейшем о принял решение о возобновлении частной практики.
Томас Кларк начал работать в Министерстве юстиции в 1937 году в качестве специального помощника генерального прокурора США в отделе судебных разбирательств по вопросам войны. Впоследствии он перешел в антимонопольное подразделение, которым тогда руководил легендарный бунтарь Турман Арнольд, а в 1940 году был возглавил антимонопольное управление западного побережья данного департамента. Когда в следующем году японцы напали на Перл-Харбор, генеральный прокурор Фрэнсис Биддл назначил Кларка гражданским координатором программы по контролю над чужими врагами. В этом качестве он работал с генералом Джоном ДеВиттом, главой вооруженных сил Западного побережья, и его будущим коллегой по Верховному суду Эрлом Уорреном, который в то время был генеральным прокурором Калифорнии и другими высокопоставленными федеральными чиновниками в преддверии начала кампании по интернированию американцев японского происхождения. Первоначальные программа включала в себя проведение политики, направленной на исключение американцев японского происхождения из районов, обозначенных военными как запрещенные с последующей эвакуацией их из «критических зон и районов», а впоследствии насильственное переселение во внутренние лагеря.
Кларк был переведен в Вашингтон в мае 1942 года и не был непосредственно связан с интернированием американцев японского происхождения в концлагеря. При этом позже он признал, что программа правительства переселения была ошибкой. В 1943 году Кларк был назначен помощником генерального прокурора по антимонопольному законодательству, а впоследствии стал главой уголовного отдела Министерства юстиции. Кларк был также назначен руководителем нового подразделения по борьбе с военным мошенничеством, созданного для расследования и судебного преследования коррупции, совершаемой государственными подрядчиками. В течение этого периода он тесно сотрудничал и подружился с Гарри Трумэном, чей Комитет расследовал военные мошенничества.
Кларк содействовал успешному преследованию двух немецких шпионов, которые сошли на берег с немецкой подводной лодки в 1944 году к восточному побережью США в рамках операции «Эльстер» («Сорока»). Один из них, Уильям Колепо, был гражданином США, а другой, Эрих Гимпель, был коренным немцем. Судебное преследование проходило перед военным трибуналом на Губернаторском острове в Нью-Йорке, это был только третий подобный военный процесс в истории страны.

## Генеральный прокурор США
Одним из первых изменений в кабинете президента Трумэна, который он унаследовал от Франклина Рузвельта, было назначение Тома Кларка генеральным прокурором в 1945 году, отчасти из-за близких личных и профессиональных отношений. Освещение кандидатуры Кларка в СМИ было в целом благоприятным и отражало силу юридических и политических навыков Кларка. Как говорилось в короткой статье в Life Magazine: «Он хороший прокурор и хороший адвокат, но, прежде всего, он — основательный политик».
В качестве генерального прокурора Кларк первоначально продолжал уделять много внимания судебному преследованию за военные преступления, связанные с мошенничеством, а также активно бороться с потенциальными нарушениями антимонопольного законодательства. Кларк и Белый дом также бросили вызов Джону Льюису, главе Объединенного профсоюза горняков, который угрожал национальной забастовкой. Действуя по приказу Трумэна, чтобы обеспечить соблюдение закона, запрещающего забастовки против государственных предприятий, судебная тяжба Кларка с Льюисом завершилась судебным разбирательством в Верховном суде.
В начале своего пребывания на посту генерального прокурора Кларк инициировал кампанию против преступности среди несовершеннолетних, в которой подчеркивалась важность реабилитации и образования. Он внес процессуальные изменения в федеральные суды и поддержал условно-досрочное освобождение несовершеннолетних правонарушителей. Он созвал в Белом доме национальную конференцию по этой теме и создал Национальную комиссию по преступности среди несовершеннолетних, выбрав во главе ее юную и неопытную, но с хорошими связями Юнис Кеннеди.
Кларк сыграл важную роль в поддержке новаторских усилий президента Трумэна в области гражданских прав, помогая укрепить власть федерального правительства в обеспечении соблюдения гражданских прав. В ответ на гнев и отвращение Трумэна по поводу насильственных послевоенных нападений Ку-клукс-клана на возвращающихся чернокожих военнослужащих Кларк начал усиливать реакцию федерального правительства, используя усиленные расследования и, в некоторых случаях, беспрецедентные федеральные обвинения.
Кларк также инициировал агрессивную и новаторскую правовую стратегию подачи amicus (друга суда)-юридических сводок по федеральным делам о гражданских правах, что обозначило новую и более активную роль федерального правительства. Самая важная из записок, которые он подал, была в деле Шелли против Кремера.(1948). Данная сводка помогла убедить Суд отменить расовые соглашения в жилищных договорах, ограничивающих продажу собственности чернокожим. Кларк также помогал руководить созданием президентского комитета по гражданским правам. Комитет выпустил влиятельный отчет, в котором содержалось 35 рекомендаций, включая прекращение сегрегации, отмену подушных налогов, принятие закона о защите избирательных прав и создание отдела по гражданским правам в Министерстве юстиции. Отчет оказал значительное и продолжительное влияние на гражданские права предоставив, как позже сказал Том Кларк, «план почти всего, что было сделано в области гражданских прав с того времени».
В течение времени работы в качестве генерального прокурора, которые совпали с ранними годами холодной войны, Кларк отвечал за разработку и реализацию ряда агрессивных антикоммунистических меры администрации Трумэна, включая центральную особенность Указа 9835, касающегося лояльности федеральных властей, сотрудников. Эта и другие политики, которые продвигал Кларк, часто подвергались критике со стороны гражданских либертариев. Тем не менее, по крайней мере, некоторые из усилий Кларка были инициированы, чтобы отклонить критику Конгресса в адрес администрации Трумэна, особенно Комитетом Палаты представителей по антиамериканской деятельности.
Антикоммунистические усилия Кларка также делали упор на продвижение ценностей демократии и американского гражданства. Он создал поезд свободы, специально построенный и финансируемый из частных источников поезд с вагонами, спроектированный как музей и содержащий более 100 оригинальных документов из истории США, включая Билль о правах, Прокламацию об освобождении и Мэйфлауэрский договор.
Со своей патриотической и просветительской миссией поезд посетил более 300 городов по всей стране, и за год своего путешествия его посмотрели миллионы.

## Судья Верховного Суда
Сыграв активную роль в переизбрании Трумэна в 1948 году, Кларк ясно дал понять Белому дому, что он планирует вернуться в Техас и заняться юридической практикой. Однако после внезапной смерти судьи Верховного суда Фрэнка Мерфи Трумэн назначил Кларка на освободившеюся вакансию, отчасти для того, чтобы поддержать большинство в составе суда по председательством судьи Верховного суда Фредерика Винсона, бывшего коллеги по кабинету и друга Кларка. Фредерику Винсону с момента его назначения в 1946 году не удавалось объединить суд в целях выработки единой позиции по различным вопросам.
Многочисленные нападки со всех сторон различных политических сил были направлены против выдвижения его кандидатуры, включая обвинения в «кумовстве», отсутствии судебного опыта и возражения, частично основанные на его работе, которая была в центре антикоммунистической программы Трумэна и в частности на посту генерального прокурора. Бывшие члены кабинета Рузвельта Генри Уоллес и Гарольд Икес также выступили с критикой по личным и идеологическим причинам.
Икес сказал о выдвижении следующий: «Президент Трумэн не повысил Тома Кларка до члена Верховного суд, а скорее унизил Суд в целом». New York Times назвала Кларка «личным и политическим другом Трумэна, не имеющим судебного опыта и мало продемонстрированной квалификаций».
Кларк отказался давать показания на слушаниях в Судебном комитете по поводу его назначения, заявив, что он «не думал, что человек, который был назначен в Верховный суд, должен давать показания, поскольку это поставило под угрозу его эффективность в будущей работе в Суде». В итоге он был утвержден Сенатом, собрав всего восемь голосов против. За четыре года, работы в Суде, Кларк голосовал вместе с Винсоном в более чем 85 процентов случаев и большинстве своем помогал ему получить надежное большинство в отношении различных спорных вопросов. Однако Суд в целом оставался раздробленным.
В 1953 году Винсон умер от сердечного приступа. Оставшуюся часть срока пребывания в Суде Кларк работал вместе с судьей Эрлом Уорреном, высказывая различные мнения, из-за которых трудно охарактеризовать его как консерватора или либерала.
Кларк поддержал решения, поддерживающие исполнение правительством законов, направленных на поощрение расового равенства. С этой целью он был автором или сыграл важную вспомогательную роль во многих знаковых решениях Суда в этой области. Несколько постановлений Суда Винсона, в первую очередь Свитт против Пейнтера и МакЛорин против Регентов штата Оклахома (1950), в которых говорилось , что чернокожих аспирантов следует допускать в «белые» государственные университеты и юридические школы, поскольку отдельная школа для черных не может обеспечить образование равного качества. Роль Кларка как одного из двух южных судей дала ему дополнительное влияние в различных случаях. Так в деле Браун и Эрнандес против Техаса (1954 г.) суд постановил, что исключение лиц мексиканского происхождения из состава присяжных является нарушением Конституции и других актов.
Кларк также сталкивался со многими случаями, касающимися конституционности законов эпохи холодной войны, которые требовали от людей подтверждения того, что они не являются членами определенных групп или партий. В этой области Кларк обычно занимал традиционно консервативную позицию в поддержку таких требований, что согласуется с его работой в качестве генерального прокурора. В первые годы своей работы в Суде Кларк отказался от участия во многих из этих дел, потому что они выросли из вызовов политике и законам, которые Кларк сам помогал инициировать на предыдущем месте работы. В тех делах, в которых он действительно участвовал, он, как правило, почтительно относился к правительству и помогал обеспечить суд большинством голосов, подтверждающих конституционность многих таких законов.
Работа Кларка в качестве судьи Верховного суда обычно одобряется историками права. Как заметил один ученый, он «посвятил себя работе судейства, а не идеологии». Ведущий ученый Верховного суда назвал Кларка «самым недооцененным судьей в новейшей истории Верховного суда».
В течение своей карьеры Кларк уравновешивал лежащую в основе судебную сдержанность более широким, но принципиальным чтением Конституции, также он продемонстрировал редкую способность к изменениям видения и профессиональному росту. Судья Уильям О. Дуглас, с которым Кларк проработал всё свое время в Суде, заметил, что Кларк обладал «необходимой способностью к развитию, так что со временем он рос и расширялся». В конце концов, Кларк пришел к более полному пониманию, как он писал в 1970 году, что Конституция «является живым инструментом, который должен быть истолкован таким образом, чтобы отвечать практическим потребностям настоящего».
В книге писателя Мерла Миллера «Простая речь», основанной на интервью с президентом Трумэном, Миллер приписывает Трумэну заявление о том, что назначение Кларка в суд было его «самой большой ошибкой» на посту президента, добавляя: «Он не был чертовски хорош в качестве генерального прокурора и в Верховном суде… это кажется невозможным, но он был еще хуже».
Якобы Миллер попросил объяснить комментарий, Миллер цитирует Трумэна, который далее заявляет: «Главное… ну, дело не в том, что он плохой человек. Просто он такой тупой сукин сын. Он о самом тупом человеке, которого я когда-либо встречал». Как заметил один историк, слушавший оригинальные записи интервью, Миллер «бесчисленным количеством способов менял слова Трумэна, иногда вдумчиво добавляя свои собственные мнения… Хуже всего, Миллер придумал много дат в своей книге, изобретая целые главы». Предполагаемые комментарии также противоречат теплым личным отношениям Трумэна и Кларка. Не известно ни одной записи интервью, в которой Трумэн и Миллер обсуждали Кларка.

## Более поздняя жизнь
Кларк фактически ушел из Верховного суда 12 июня 1967 года. Он сделал это, чтобы избежать конфликта интересов, когда его сын, Рэмси Кларк, был назначен Генеральным прокурором. Он был последним судьей Верховного суда, которого назначил президент Трумэн. В составе суда его сменил Тэргуд Маршалл. Президент Линдон Джонсон, как сообщалось, назначил Рэмси Кларка генеральным прокурором именно для того, чтобы заставить его отца покинуть пост и оставить вакансию для того чтобы впоследствии назначить Маршалла первым афроамериканским судьей в Верховном суде США.
После выхода на пенсию Кларк гастролировал по миру в качестве посла доброй воли. Затем он возглавил комиссию Американской ассоциации юристов по изучению дисциплинарной системы адвокатов. Этот специальная комиссия по оценке дисциплинарного принуждения, которая была сформирована на заседании Американской ассоциации юристов в феврале 1967 года, впоследствии стала называться комиссией Кларка. В 1970 году был опубликован отчёт, подготовленный его комиссией. Данный отчёт подверг жесткой критике существующую дисциплинарную систему юристов, которая, по его мнению, сильно недоукомплектована кадрами и слабо финансируется. В данном отчёте также подвергался критике метод отбора судей. После Уотергейтского скандала были приняты реализованы многие предложение подготовленные комиссией, в том числе экзамен по вопросам профессиональной ответственности в разных штатах и учреждение дисциплинарных органов адвокатов в каждом штате. Кларк стремился координировать работу своего комитета с работой «Комитета Райта», который пересматривал Правила профессиональной ответственности.
Американская ассоциация юристов единогласно одобрила отчёт комитета Кларка и создала постоянный комитет по профессиональной дисциплине в 1973 году.
Кларк также был первым директором Федерального судебного центра. Он также был председателем совета директоров Американского судебного общества, соучредителем Национальной судебной коллегии и возглавлял Объединенный комитет по более эффективному отправлению правосудия.

## Смерть
Кларк умер во сне в Нью-Йорке 13 июня 1977 года в квартире своего сына. Он был похоронен в Мемориальном парке Рестленд, Даллас, Техас.

## Наследие
В Техасском университете в Остине содержится большинство работ Клакра в том числе решения Верховного суда США в которых он принимал участие. Юридическая школа данного университета также называла студенческий холл в честь Кларка, а в его честь выделяется значительная субсидию на обучение для отдельных групп студентов. Различные документы, относящиеся к его работе на посту генерального прокурора США находятся в библиотек Гарри Трумэна в Индепенденсе, штат Миссури. Другие здания, названные в честь судьи Кларка, включают здание Тома Кларка в Остине, в котором находятся некоторые офисы судебной власти Техаса, и среднюю школу Тома Кларка в Сан-Антонио. Также в его учесть учреждена премияТома Кларка, которая ежегодно присуждается выдающемуся члену Верховного суда. Незадолго до смерти Кларк стал первым лауреатом премиитв номанинации выдающейся юрист государственного университета Миссисипи. В 1975 году он получил премию «Золотая тарелка» Американской академии достижений.